# Timothy Mather Spelman
Timothy Mather Spelman (* 21. Januar 1891 in New York City; † 21. August 1970 in Florenz) war ein US-amerikanischer Komponist.

## Leben
Spelman studierte nach dem Besuch des Polytechnic Institute in Brooklyn von 1909 bis 1913 an der Harvard University bei W. R. Spalding und Edward Burlingame Hill. Mit einem Elkan Naumburg Fellowship setzte er seine Ausbildung bis zum Ausbruch des Ersten Weltkrieges bei Walter Courvoisier am Münchener Konservatorium fort.
Er kehrte nach New York zurück, wo er komponierte und Vorlesungen zur Musiktheorie und -geschichte gab. Es entstanden u. a. die Opern Snowdrop (UA Brooklyn, 1911) und The Romance of the Rose (UA Boston, 1913). 1915 heiratete er die Dichterin Leolyn Louise Everett.
Ab 1917 war Spelman kurzzeitig Ausbilder für Musiker beim Kriegsministerium, bevor er 1919 mit seiner Frau nach Florenz übersiedelte, das bis zum Vorabend des Zweiten Weltkriegs sein Zuhause blieb. Er reiste von hier aus u. a. nach Frankreich, Algerien und Ägypten, und hier entstanden die Opern The Sea Rovers (1928) und The Sunken City (1930).
Ab Mitte der 1930er Jahre lebten die Spelmans in Oberhofen in der Schweiz, Harrison/New York und Dublin/New Hampshire. 1947 kehrten sie nach Florenz zurück, wo Timothy Spelman 1970 und seine Frau 1971 starb.

## Werke
- Snowdrop, Oper, UA 1911
- The Romance of the Rose Oper, UA 1913
- The Sea Rovers, Oper, 1928
- The Sunken City, Oper, 1930
- The Courtship of Miles Standish, Oper, 1943
- Jamboree, 1945
- String Quartet, 1953
- Oboe Concerto, 1954

## Quelle
- Spelman Papers Johns Hopkins University – The Sheridan Libraries

| Personendaten    | Personendaten               |
| ---------------- | --------------------------- |
| NAME             | Spelman, Timothy Mather     |
| KURZBESCHREIBUNG | US-amerikanischer Komponist |
| GEBURTSDATUM     | 21. Januar 1891             |
| GEBURTSORT       | New York City               |
| STERBEDATUM      | 21. August 1970             |
| STERBEORT        | Florenz                     |